# Doctrine économique
Une doctrine économique est une thèse ou prise de position dans le domaine économique, qui préside à une politique économique. 

## Concept
Une doctrine économique est souvent issue d'une école de pensée économique. Ainsi, une doctrine telle que la doctrine Greenspan était fondée sur des conclusions de l'école néoclassique et inspirée par les travaux d'Adam Smith et Ayn Rand. 
Une doctrine économique est souvent une marche à suivre ou politique à adopter, qui a été décidée de manière ad hoc, c'est-à-dire en l'absence d'une théorisation complète ou mûre. Par exemple, la science économique n'ayant pas eu d'outil nécessaire pour répondre à l'augmentation de l'inflation, Paul Volcker à la tête de la Réserve fédérale des États-Unis a mis en place la règle Volcker.  